# Иргун
Иргу́н Цваи́ Леуми́ (ивр. ארגון צבאי לאומי‎ — дословно — «национальная военная организация»), сокращённо Эцель (ивр. אצ"ל‎), коротко Иргун (ивр. ארגון‎ — «организация») — еврейская подпольная организация, действовавшая на территории Палестины с 1931 по 1948 годы.
Британская энциклопедия называет Иргун «правой подпольной организацией, совершавшей теракты и убийства против арабов и англичан, которых члены организации считали нелегальными оккупантами», а другие источники (журнал «Time», 1948), в том числе, и мандатные британские, называли её террористической организацией.
Организация совершила 60 терактов, включая взрыв в гостинице «Царь Давид», из-за которого погиб 91 человек. Также Иргун совместно с Лехи провела резню в Дейр-Ясине, в которой было убито около 100 человек.
Изначально «Иргун» занимался защитой еврейских поселений от нападений арабов. После принятия так называемой «белой книги» в 1939 году, значительно ограничившей репатриацию в Израиль, к этой задаче добавились борьба против британского мандата в Палестине и нелегальный перевоз еврейских беженцев из Европы. После начала Второй мировой войны основная часть Иргуна во главе с Давидом Разиэлем, предпочла сотрудничать с англичанами в их борьбе с нацистской Германией. В 1944 году Иргун под руководством Менахема Бегина принял решение о возобновлении вооружённой борьбы с англичанами.
После провозглашения независимости Израиля в 1948 году организация самораспустилась, а большая часть бойцов «Иргуна» вступила в «ЦАХАЛ» (Армию обороны Израиля). В июне 1948 года на базе «Иргуна» была создана политическая партия «Херут» (председателем которой стал Бегин). Партия «Херут» с 1973 года стала частью партии «Ликуд», которая формировала или была частью большинства правительств Израиля с 1977 года. Бегин был премьер-министром Израиля с 1977 по 1983 годы.

## Идеология и цели
Изначально «Иргун» занимался защитой еврейских поселений от нападений арабов. Позднее к этой задаче добавились «операции возмездия» против арабов и борьба против британского мандата в Палестине.
На счету этой организации большое количество операций, в которых, наряду с вооружёнными арабами, еврейскими полицейскими и английскими военными, погибло и немало мирных граждан.
«Иргун» была основана на принципах правой идеологии «сионизма-ревизионизма». Считая, что она исповедовала радикальный национализм, некоторые современники называли её фашистской: Уолтер Юст в («Энциклопедии Британника») в 1947 году называет её «основанной на фашистских принципах». К фашистским организациям относил её и сам Муссолини, равно как и некоторые еврейские современники, например, Исаак Шёнберг, Ханна Арендт и Альберт Эйнштейн. В своём открытом письме в апреле 1948 года в американскую газету «Нью-Йорк Таймс», озаглавленном «Визит Менахема Бегина и цели его политического движения» они назвали как Иргун, так и созданную на его основе партию Херут (представленную с января 1949 года в Кнессете), «террористической право-радикальной шовинистской фашистской организацией, проповедующей крайний национализм, религиозную мистику и расовое превосходство».
Жаботинский, который вначале был увлечён фашизмом (в его итальянской, а не нацистской разновидности), и которого Муссолини называл сионистским «фашистом», выступал тем не менее против фашистских тенденций. Он писал:
«Ревизионистское движение основано на демократических ценностях XIX века, и оно может считать своими лишь тех, кто руководствуется этими ценностями и нравственным законом».

«Как и абсолютному большинству моих товарищей, так и мне свойственна просто слепая ненависть к идее "Государство - это все". И равно чужды нам и коммунизм и фашизм.»

«Я — прямая противоположность фашисту. Я ненавижу полицейское государство»

## История

### 1920—1940-е годы

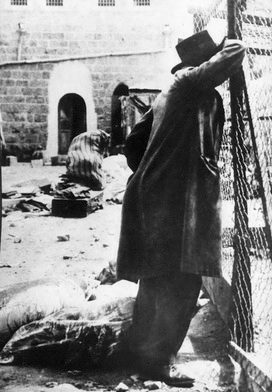
Хеврон после еврейского погрома 1929 года

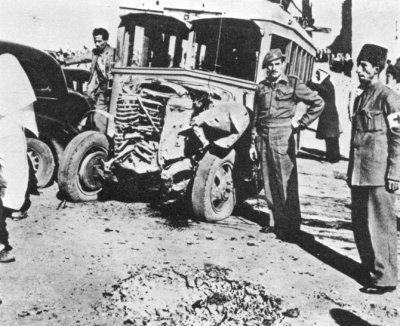
Арабский автобус после взрыва бомбы, заложенной Иргуном — 29 декабря 1947 года. Убиты 7 пассажиров

После еврейских погромов 1929 года, в которых погибло от 129 до 133 евреев и 339 было ранено, «Хагана» и руководство еврейского Ишува предпочли политику «сдержанности», не отвечая на погромы евреев ответными акциями, сотрудничая с британской администрацией, концентрировали свои силы на обороне и укреплении еврейских поселений. Эта политика не нравилась многим, которые считали, что надо создать независимую еврейскую организацию, которая дала бы адекватный, по их мнению, ответ арабским нападениям и терактам. Исходя из этого, некоторые члены Хаганы, возглавляемые Авраамом Техоми, откололись от Хаганы и основали «Иргун» 10 апреля 1931.
Изначально «Иргун», как и «Хагана», занимался охраной еврейских поселений, а также отдельными ответными акциями против арабов, в том числе, в ответ на убийства в 1931—1935 гг. семи евреев.
В 1936 г. арабское население Палестины подняло восстание, направленное против политики Великобритании в Палестине и иммиграции евреев. В первые же его дни было убито 85 евреев.
В ответ на это, руководство Иргуна решило применить свой вариант принципа «Око за око» в виде ответных операций против арабского насилия, так, «чтобы форма возмездия или его место должны были соответствовать нападению, которое вызвало её». Таким образом, немалая часть атак Иргуна использовала ту же тактику арабских террористов, не делающих различия между вооружённым противником и мирным населением.
Так,
- в шаббат 6 марта 1937 г. местным арабом был тяжело ранен (по некоторым данным, позже скончался[уточнить]) один из евреев, молящихся у Стены Плача.
  - Несколькими часами позже, в результате обстрела в соседнем районе Рехавия один араб был убит, а второй ранен[27].
- 17 августа 1936 г. в результате обстрела пассажиров на остановке поезда «Яффо — Иерусалим» в Тель-Авиве был убит ребёнок 7 лет, и ещё 24 еврея, включая детей, были ранены (из них 8 — тяжело).
  - На следующее утро, предположительно Иргуном, в том же районе был обстрелян такой же поезд, в результате чего погиб 1 пассажир — армянин, и 5 арабов были ранены (один — тяжело).

Среди наиболее серьёзных терактов Иргуна — взрыв на рынке в Хайфе 6 июля 1938 г., когда в результате приведения в действие взрывного устройства, заложенного в молочном бидоне, погибли 23 человека и 52 получили ранения[уточнить].
Взрыв стал ответом «Иргуна» на осуждение и казнь 29 июня 1938 г. Шломо Бен Йосефа за неудачную попытку (без разрешения руководства «Иргуна») покушения на жизнь пассажиров автобуса, следовавшего 21 апреля 1938 г. из Цфата в Рош-Пину. В свою очередь, акция Бен Йосефа была ответом на убийство 7 евреев в марте-апреле 1938 года в районе Акко, Нахарии, Цфата. Многие видные фигуры в ишуве и за рубежом обратились к британской администрации с просьбой помиловать осужденных, но решение изменено не было. Сомнения в обоснованности ареста Бен Йосефа высказывались и в парламенте Великобритании.
В этот же день 6 июля 1938 г. в Старом городе Иерусалима, Тулькареме и Рош-Пине в результате обстрела из засад было убито 5 евреев и 5 было ранено.
25 июля 1938 г., также на рынке в Хайфе во взрыве, организованном Иргуном погибло 39 человек и 52 получило ранения, 26 августа на рынке в Яффо в результате теракта Иргуна погибло 24 человека и 35 было ранено.
После принятия так называемой «белой книги» в 1939, которая значительно ограничивала репатриацию в Израиль, «Иргун» стал считать Великобританию своим врагом. Кроме акций, направленных против англичан, «Иргун» занимался нелегальным перевозом еврейских беженцев из Европы.
После смерти руководителя (Жаботинского) в 1940 году, в начале Второй мировой войны, в Иргуне произошёл раскол. Отколовшаяся фракция, Лехи, во главе с Авраамом Штерном и Ицхаком Шамиром, считала главным врагом англичан и предлагала нацистской Германии свою помощь в борьбе с ними. Основная часть Иргуна, во главе с Давидом Разиэлем, предпочла на время войны с нацизмом сотрудничать с англичанами, проводя операции по заданию англичан. Сам Разиэль погиб в одной из таких операций в Ираке от бомбы, сброшенной с немецкого самолёта. Его сменил Яаков Меридор, продолживший политику сдержанности.
С приходом в 1943 к руководству организацией Менахема Бегина ситуация изменилась, и 1 февраля 1944 года, несмотря на продолжавшуюся войну с нацизмом, он провозгласил «восстание», расширив операции и на Великобританию. Иргунисты рассматривали британские войска как «преступную нацистскую британскую оккупационную армию». В результате атак Иргуна пострадали полицейские участки, налоговая инспекция, английская радиостанция и нефтепровод. В 1944 членами «Лехи» был убит британский министр по делам Ближнего Востока Уолтер Гиннесс. В ответ на это британские власти начали операцию против обеих организаций. Еврейское руководство Ишува и «Хаганы», сотрудничая с британскими властями, помогало им арестовывать участников «Иргуна» и «Лехи» (Операция «Сезон»). После волны арестов «Хагана» решила приостановить такую политику, но не прекратила её полностью. Арестованные члены «Лехи» и «Иргуна» были сосланы в тюрьмы в Африке и вернулись в Израиль только в июле 1948, после основания Государства Израиль.

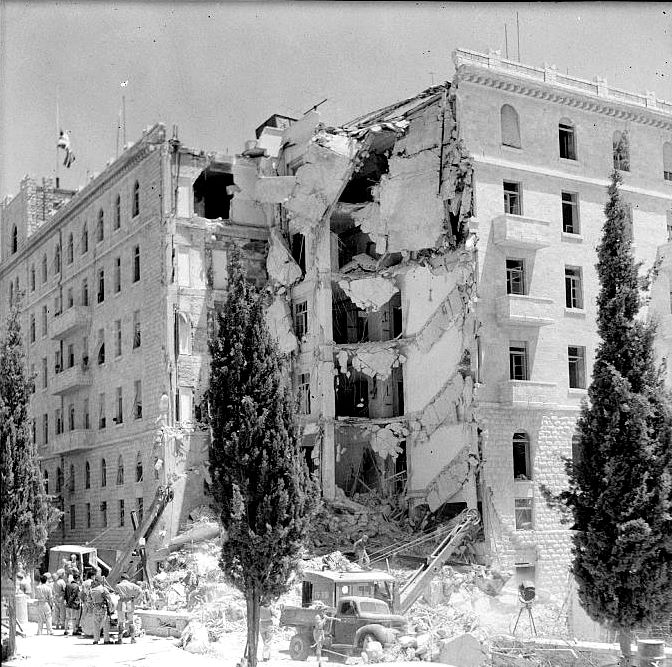
Гостиница «Царь Давид» после взрыва

Известной атакой против Великобритании был взрыв гостиницы «Царь Давид» в Иерусалиме 22 июля 1946 года. В результате акции погиб 91 человек, а также 250 были тяжело ранены. Среди убитых были 41 араб, 28 британцев, 17 евреев и 5 лиц других национальностей.
4 мая 1947 «Иргун» напал на британскую тюрьму в Акко и выпустил всех арестантов. В ответ на казнь членов «Иргуна» они захватили двух сержантов и угрожали казнить их в том случае, если Великобритания казнит трёх членов «Иргуна» (Меир Некер, Авшалом Хавив и Яаков Вайс). Трое членов Иргуна были казнены, а двое английских сержантов, Клиффорд Мартин и Мервин Пейс, были повешены «Иргуном». Тела повешенных сержантов были заминированы, и, когда их снимали с деревьев, был тяжело ранен ещё один британский служащий. Убийство двух сержантов привело к массовым антисемитским демонстрациям в Англии, в ходе которых были разгромлены еврейские магазины в Ливерпуле, а в самой Палестине началась волна насилия со стороны британских военнослужащих, в результате которой пять евреев были убиты и 15 получили серьёзные ранения, а также массовые аресты: были арестованы 35 видных деятелей ишува, причём не только ревизионисты, но и мэры Нетании, Тель-Авива и Рамат-Гана. Однако эти казни еврейских боевиков стали последними в истории британского мандата.
Также предпринимались попытки убийства британского премьер-министра Энтони Идена и командовавшего английскими войсками в Палестине Э. Баркера с помощью миниатюрных взрывных устройств, вмонтированных в почтовые отправления.
После убийства посредника ООН по урегулированию арабо-израильского конфликта Фольке Бернадота, 17 сентября 1948 года Временное правительство предполагало принять 23 сентября «Закон о борьбе с терроризмом No 33 of 5708-1948». В связи с этим 21 сентября 1948 года руководство «Иргуна» приняло ультиматум Временного правительства и объявило об окончательном роспуске организации, боевые отряды которой ещё сохранялись в Иерусалиме.

### После принятия плана ООН по разделу Палестины
После принятия Плана ООН о разделе Палестины 29 ноября 1947 года, в ещё подмандатной Палестине начались столкновения между арабским и еврейским населением, также называемыe 1-м этапом Арабо-израильской войны (1947—1949), называемой в Израиле «Войной за независимость».
В ответ на арабский террор с первого дня после решения ООН, «Иргун» также прибег к тактике терактов против арабского населения. Пик противостояния пришёлся на зиму 1947-48 гг. 30 декабря 1947 года террористы «Иргун» бросили бомбу в толпу арабских рабочих у ворот нефтеперегонного завода в Хайфе, 6 арабов погибло. После этого арабы убили 39 своих еврейских коллег.
За этот период в терактах, организованных «Иргуном» погибло более 100 арабских граждан.
Согласно Эйнштейну и другим американским евреям[уточнить]: 
В последние годы спорадического антибританского насилия, группы Эцел [Иргун] и Штерн установили власть террора в палестинских еврейских сообществах. Учителя, выступавшие против них [Иргун] подвергались избиениям, людей расстреливали если они не позволяли своим детям присоединиться к ним. Гангстерскими методами, избиениями, битьем окон, повальными грабежами, эти террористы запугивали население и взимали тяжелую дань.
Гибель от 107 до 254 арабов, включая женщин и детей, во время боёв за Дейр-Ясин считается поводом для нападения арабов на медицинский конвой, направлявшийся в больницу «Хадасса» в еврейском анклаве в Восточном Иерусалиме, в результате которого погибли 79 евреев, включая 20 женщин, медицинский персонал, раненых и охранников. Часть из них была заживо сожжена в автомобилях «Скорой помощи» и других транспортных средствах.
«Иргун» участвовал во многих боях 1-го этапа «Войны за независимость», в том числе, боях за Иерусалим, Тверию, Яффо, Хайфу.

### После создания Государства Израиль
После провозглашения Израилем независимости начался 2-й этап Арабо-израильской войны (1947—1949). Уже 15 мая 1948 года Египет, Сирия, Ливан, Трансиордания, Саудовская Аравия, Ирак и Йемен напали на только что провозглашённый Израиль с целью его уничтожения и создания в Палестине «единого государства».
К началу июня 1948 года между замминистра обороны Исраэлем Галили и руководителем «Иргуна» Менахемом Бегиным было подписано соглашение о том, что его боевые подразделения будут интегрированы в Армию обороны Израиля (ЦАХАЛ). Это соглашение было оперативно выполнено. Исключение составляли подразделения Иргуна в Иерусалиме, на который тогда не распространялся суверенитет Израиля.
22 июня того же года в Израиль в нарушение условий четырёхнедельного перемирия в шедшей войне, пришёл корабль «Альталена» с оружием и репатриантами (покупка корабля и добывание оружия начались задолго и до этого перемирия, и до начала Войны за независимость). Высадив репатриантов, корабль направился в тель-авивский порт, однако был обстрелян единственным имевшимся в распоряжении временного правительства 68-мм орудием и затоплен на рейде Тель-Авива по приказу Давида Бен-Гуриона.
О причинах этого инцидента мнения расходятся: согласно одним версиям, «Иргун» отказался передать оружие ЦАХАЛ, согласно другим — соглашение было достигнуто, но Бен-Гурион пошёл на провокацию, с целью уничтожить «Иргун», который, как он считал, готовил собственные вооружённые отряды для «фашистского путча». Журнал «Тайм» счел это необходимой борьбой с террористической организацией.
В ходе этого инцидента погибло 16 членов «Иргуна» (14 — переживших Катастрофу и два репатрианта с Кубы) и трое солдат ЦАХАЛа, 200 членов «Иргун» были арестованы, но вскоре освобождены и суду не предавались.
В июне 1948 года на базе «Иргуна» было создано политическое «Движение Херут» (председатель М. Бегин).
На выборах в Кнессет 1-го созыва, прошедших 25 января 1949 года, движение «Херут» получило 11,5 % голосов. В 1974 году на базе «Херутa» и нескольких более мелких партий была образована партия «Ликуд». В 1977 году бывший глава «Иргуна» Менахем Бегин стал премьер-министром Израиля в результате победы партии «Ликуд» на выборах.

В 1979 году правительство Израиля учредило знак отличия для членов «Иргуна» как участников борьбы за создание государства.